# Brissus latecarinatus
Espèce
Brissus latecarinatus est une espèce d'oursin irrégulier tropical de la famille des Brissidae (ordre des Spatangoida). 

## Description et caractéristiques
Ce sont des oursins irréguliers dont la bouche et l'anus se sont déplacés de leurs pôles pour former un « avant » et un « arrière ». La bouche se situe donc dans le premier quart de la face orale, et l'anus se trouve à l'opposé, tourné vers l'arrière. La coquille (appelée « test ») s'est également allongée dans ce sens antéro-postérieur, pour devenir ovoïde (légèrement plus pointu du côté postérieur). La taille maximale est de 13 cm de long. Cet oursin n'a pas de dépression centrale antérieure, contrairement à beaucoup d'autres oursins irréguliers. 
Quand l'animal est vivant, tout le corps est couvert d'un duvet et mobile de piquants fins et courts, plus ou moins uniformément beiges à brunes. 

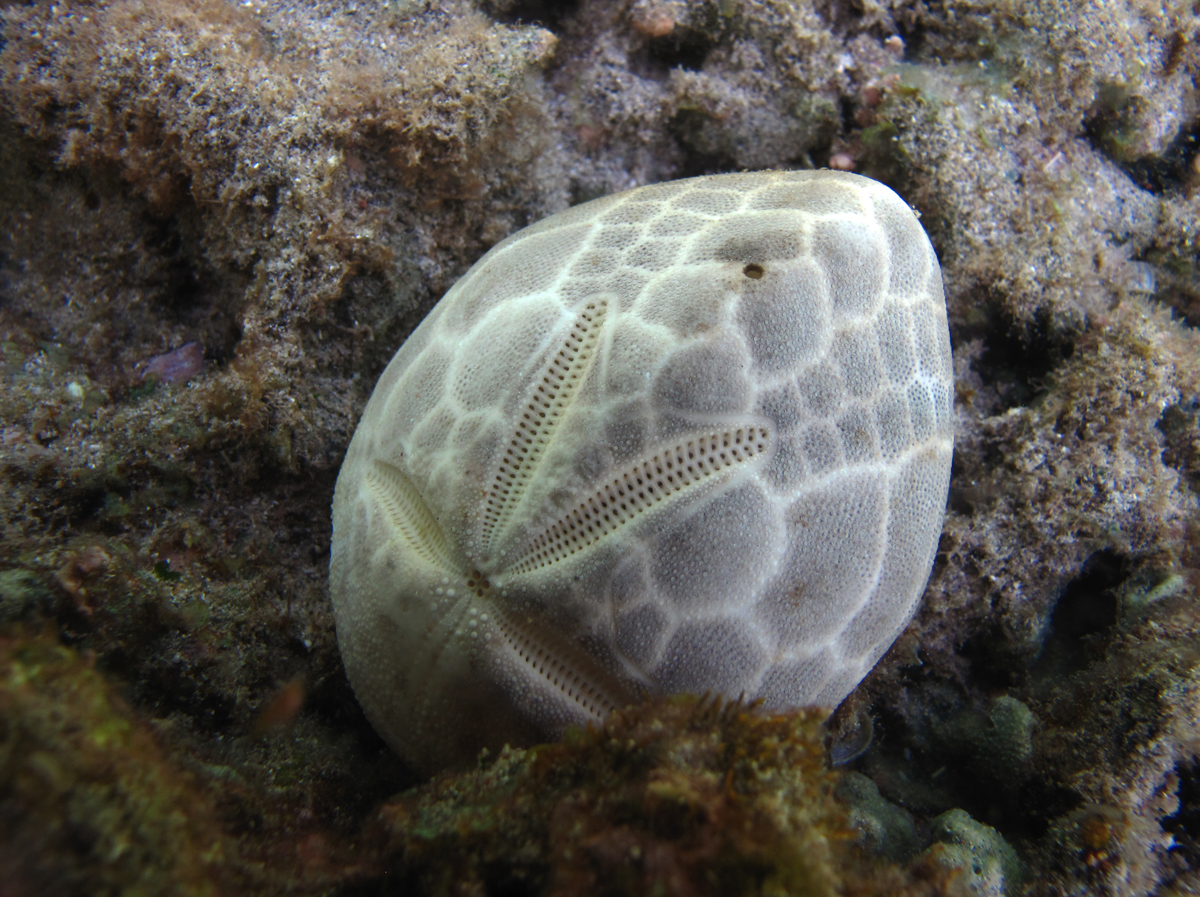
Test de Brissus latecarinatus à La Réunion.

## Habitat et répartition
Cet oursin habite tout l'Indo-Pacifique tropical, de l'Afrique de l'est à Hawaii. Il vit enfoui dans le sédiment (raison pour laquelle il est rarement observé vivant), entre la surface et 45 m de profondeur.